# Eryx muelleri
Gongylophis muelleri là một loài rắn trong họ Boidae. Loài này được Boulenger mô tả khoa học đầu tiên năm 1892.